# Momo no Hanabira
Singles de Ai Ōtsuka
Sakuranbo
(2003)
Momo no Hanabira (桃ノ花ビラ) est le 1ersingle de Ai Ōtsuka sorti sous le label Avex Trax le 10 septembre 2003 au Japon. Il atteint la 24e place du classement de l'Oricon. Il se vend à 6 848 exemplaires la première semaine, et reste classé pendant 21 semaines, pour un total de 44 822 exemplaires vendus.
Momo no Hanabira a été utilisé comme thème musical pour le drama Suika. Cette chanson a été reprise en mandarin par Cyndi Wang, sous le titre Ai De Hua Xiang Yi. Momo no Hanabira se trouve sur la compilation Ai am BEST et sur l'album Love Punch.

## Liste des titres
| 1. | Momo no Hanabira (桃ノ花ビラ)                | 4:55 |
| 2. | Himawari (向日葵)                            | 4:32 |
| 3. | Momo no Hanabira (instrumental) (桃ノ花ビラ) | 4:55 |
| 4. | Himawari (instrumental) (向日葵)             | 4:29 |

| 1. | Momo no Hanabira (桃ノ花ビラ) |  |
| 2. | Making Flash (メイキング映像) |  |

### Interprétations à la télévision
- Bokura no Ongaku (22 novembre 2004)
- Love Songs (17 février 2007)